# Marjana Ivanova-Jevsejeva
Marjana Ivanova-Jevsejeva (ros. Марьяна Иванова-Евсеева, Marjana Iwanowa-Jewsiejewa; ur. 1 września 1982) – łotewska działaczka społeczna i polityk rosyjskiego pochodzenia, od 2011 posłanka na Sejm XI kadencji. 

## Życiorys
W 2003 ukończyła studia bakalarskie z dziedziny psychologii na Uniwersytecie Dyneburskim, w następnym roku magisterskie z tego obszaru na tej samej uczelni oraz z dziedziny przedsiębiorczości w Bałtyjskim Instytucie Rosyjskim. W 2007 została absolwentką studiów magisterskich z dziedziny administracji państwowej na Uniwersytecie Dyneburskim. 
Podjęła pracę jako korespondentka pisma „Wiesti siegodnia” oraz specjalistka ds. młodzieży w Wydziale Młodzieży Urzędu Miejskiego w Dyneburgu. Była asystentką posła na Sejm Jānisa Urbanovičsa. W wyborach w 2011 uzyskała mandat posłanki na Sejm XI kadencji. Została jednym z pięciu przedstawicieli Dyneburga w nowym parlamencie. W wyborach w 2014 uzyskała reelekcję z listy Socjaldemokratycznej Partii „Zgoda”. 
Stała na czele związku zawodowego „Mūsu spēks”. Jest przewodniczącą stowarzyszenia „Piektais elements” („Piąty element”) oraz działaczką Związku Zawodowego „Latvijas Industriālas arodbiedrības”.